# Orlando Pucci
Orlando Pucci (Sansepolcro, 28 marzo 1925 – Sansepolcro, 23 ottobre 2007) è stato un partigiano e sindacalista italiano.

## Biografia
Operaio della Buitoni dal 1941, combatté in formazioni partigiane dal 1943 al 1945, dapprima in Valtiberina e successivamente nel Nord Italia.
Membro della Compagnia "Eduino Francini", ebbe un ruolo di rilievo negli scontri che portarono alla presa di Sansepolcro (3 agosto 1944) e alla sua difesa in attesa dell'arrivo delle truppe Alleate (3 settembre).
Dopo la liberazione di Sansepolcro, con circa cinquanta partigiani biturgensi oltrepassò la Linea Gotica unendosi alla Divisione Cremona e partecipò alla liberazione di Alfonsine, per poi combattere nel basso Veneto fino a raggiungere Chioggia.
Successivamente è stato riconosciuto Partigiano Combattente da parte del Comandante Alleato in Italia Harold Alexander ed insignito della Croce di guerra al valor militare, del Diploma d'onore del Presidente della Repubblica al combattente per la libertà 1943-1945 e della medaglia d'oro della Regione Toscana come dirigente sindacale partigiano e combattente nella Guerra di liberazione italiana.
Ha inoltre ricevuto riconoscimenti dal Comune di Alfonsine per la battaglia del Senio e la liberazione della cittadina romagnola.
Negli anni cinquanta è stato assessore alla cultura e agli affari sociali del Comune di Sansepolcro. Nel frattempo si è adoperato all'interno del sindacato, diventando negli anni settanta presidente del Consiglio di Fabbrica della Buitoni e successivamente membro prima del Consiglio nazionale e poi della Segreteria nazionale del sindacato Pastai e Mugnai.
A lungo Presidente della locale sezione dell'ANPI, ha raccontato le vicende belliche del dopo 8 settembre nel libro Sansepolcro 1943 - 1945. È morto a Sansepolcro nel 2007.